# Mala vas (Dobrepolje)
Mala vas (Duits: Kleindorf) is een plaats in Slovenië en maakt deel uit van de gemeente Dobrepolje in de NUTS-3-regio Osrednjeslovenska. De plaats telde 124 inwoners op 1 januari 2020.